# Idioma madurés
El madurés o lengua maduresa (bhâsa Madhurâ o basa Mathura; carakan: ꦧꦱꦩꦢꦸꦫ; pegón: بَهاسَ مَدورا) es una lengua austronesia hablada por los madureses de la isla de Madura y Java Oriental, Indonesia. También es hablado en las pequeñas islas Kangean e islas Sapudi, así como por inmigrantes en otras partes de Indonesia, principalmente, en el saliente oriental de Java (que comprende Pasuruan, Surabaya, de Malang a Banyuwangi), las islas Masalembu e incluso en algunas partes de Kalimantan. 
El dialecto kangeano puede ser un idioma separado. Tradicionalmente se escribía en escritura javanesa, aunque ahora se usa más comúnmente la escritura latina y la escritura pegón (basada en la escritura árabe). El número de hablantes, aunque se está reduciendo, se estima entre 8 y 13 millones, lo que lo convierte en una de los idiomas más hablados del país. El bawean, una variante del madurés, también lo hablan los descendientes baweaneses (o boyan) en Malasia y Singapur.

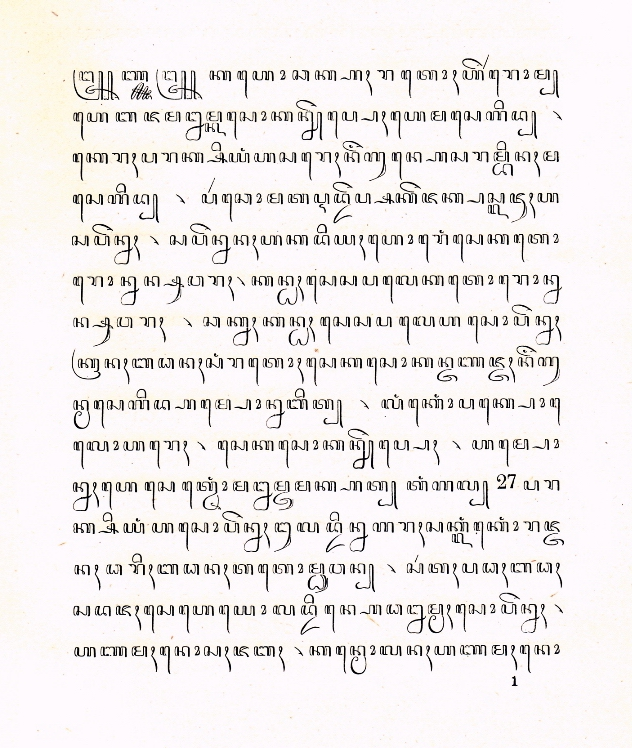
Madurés escrito en alfabeto javanés.

## Clasificación
El madurés, junto con el idioma de las islas Kangean que está relacionado con él, pertenece al grupo de lenguas malayo-sumbawanas, uno de los subgrupos de las lenguas malayo-polinesias de la familia de lenguas austronesias. Por tanto, a pesar de la aparente propagación geográfica, el madurés está más relacionado con el balinés, malayo, sasak y sondanés, que con el javanés, el idioma utilizado en la isla de Java, justo al otro lado de la isla de Madura. 

## Codificación
El código ISO 639-3 para el madurés es mad.

## Morfología
Los sustantivos del madurés no se declinan por género y se pluralizan mediante reduplicación. Su orden básico de palabras es sujeto-verbo-objeto. La negación se expresa poniendo una partícula negativa antes del verbo, adjetivo o sintagma nominal. Al igual que con otras lenguas similares, existen diferentes partículas negativas para diferentes tipos de negación.

## Algunas palabras comunes
| Madurés    | Indonesio   | Español   |
| ---------- | ----------- | --------- |
| lakè’      | laki-laki   | masculino |
| binè’      | perempuan   | femenino  |
| iyâ        | iya         | sí        |
| enja′      | tidak       | no        |
| aing [ãĩŋ] | air         | agua      |
| are        | matahari    | sol       |
| mata       | mata        | ojo       |
| sèngko'    | aku/saya    | yo/mi     |
| bâ'na      | kamu/engkau | tú        |

### Números
| Madurés | Indonesio | Español |
| ------- | --------- | ------- |
| settong | satu      | uno     |
| duwâ'   | dua       | dos     |
| tello'  | tiga      | tres    |
| empa'   | empat     | cuatro  |
| lèma’   | lima      | cinco   |
| ennem   | enam      | seis    |
| pètto’  | tujuh     | siete   |
| bâllu’  | delapan   | ocho    |
| sanga′  | sembilan  | nueve   |
| sapolo  | sepuluh   | diez    |

## Texto de ejemplo
Del artículo 1 de la Declaración Universal de los Derechos Humanos de 1948:
Sâdhâjâna orèng lahèr mardhika è sarenge dhrâjhât klabân ha'-ha' sè padâ. Sâdhâjâna èparèngè akal sareng nurani bân kodhu areng-sareng akanca kadhi tarètan.
"Todos los seres humanos nacen libres e iguales en dignidad y derechos, están dotados de razón y conciencia y deben comportarse fraternalmente los unos con los otros."